# Krywe Ozero Druhe
Krywe Ozero Druhe (ukr. Криве Озеро Друге) – wieś na Ukrainie, w obwodzie mikołajowskim, w rejonie perwomajskim, nad Kodymą. W 2001 roku liczyła 2766 mieszkańców.